# سليم البصون
سليم البصون (1927-1995)، صحفي، واعلامي، وسياسي، يهودي، عراقي.

## ولادته ونشأته
ولد سليم البصون في بغداد عام 1927، لأبويين يهوديين من يهود العراق، وتلقى دراسته الأبتدائية في مدرسة الأليانس، واكمل الدراسة المتوسطة في ثانوية شماش اليهودية، وانهى دراستهُ الاعدادية في ثانوية التفيض الأهلية المسائية في بغداد، وقد بدأ اتصالاته الأدبية والفكرية والسياسية في عام 1943 عندما كان في السادسة عشرة من عمرهِ، وكانت بداية اشتغاله في الصحافة في جريدة الشهاب التي كان يصدرها النائب والمحامي شفيق نوري السعيدي. وفي عام 1945 عمل في جريدة الشعب محررا أو مندوبا برلمانيا لها، الأمر الذي أتاح لهُ فرصة نادرة في التعرف بسياسة البلاد وشخصياتها، انضم إلى الحزب الوطني الدمقراطي الذي كان يراسه كامل الجادرجي، وكان البصون آنذاك يعمل في جريدة الشعب، وحين تألف «الاتحاد الوطني» الذي كان يرأسه عبد الفتاح إبراهيم عمل سكرتيرا للتحرير في جريدة السياسة ثم صوت السياسة التي كانت لسان الحزب، وكان يعمل في جريدة لسان حزب آخر فقد انضم إلى نفس الحزب الذي كانت مبادئه واهدافه متقاربة مع الحزب الوطني الديمقراطي، وبذلك أصبح سليم البصون هو المشرف على تحرير جريدة السياسة، وشغل في نفس الوقت منصب المحرر للجنة الدعاية والصحافة في الحزب.
في سنة 1948، تولى سليم على حسابه إصدار جريدة الأستقلال، لصاحبها طه لطفي البدري التي ورثها من ابن اخيهِ عبد الغفور البدري وقد اشرف على تحريرها وادارتها.
وفي عام 1948 تزوج من الكاتبة والقصصية مريم الملا التي أصبحت نعم المؤازر والنصير له. وبعد شهر من زواجه، القت السلطات في عهد المملكة العراقية القبض عليه واعتقل وبعد محاكمتهِ في محكمة جزاء بغداد ووفق مرسوم «صيانة الأمن العام وسلامة الدولة»، حكم عليهِ بوضعه تحت المراقبة وقررت وزارة الداخلية نفيه إلى قضاء بدرة على الحدود العراقية الأيرانية لمدة سنة، فامضى السنة الأولى من زواجهِ منفيا في قضاء بدرة على الحدود العراقية الإيرانية، قضاها بسبب الصحافة العراقية.
وبعد انتهاء مدة نفيه، أعيد مخفورا إلى بغداد، وقبل ان يطلق سراحه صدر الأمر باعادة اعتقاله واحتجازه، وظل شهرين محتجزا حتى توسط له بعض الأصدقاء والمعارف لدى قائد القوات العرفية الحاكم العسكري العام، فاطلق سراحهُ بالكفالة.
بعد بضعة أشهر عاد إلى عمله في الصحافة فعمل في بعض الجرائد والمجلات، كان منها «جريدة الشعب» في الفترة التي بدأت هجرة اليهود من الدول العربية والإسلامية الجماعية إلى اسرائيل عام 1950، ثم انتقل إلى «جريدة البلاد» التي كان يصدرها شيخ الصحافة العراقية روفائيل بطي، وشغل منصب مدير التحرير من عام 1954 حتى وفاة صاحبها حين تولاها ورثته وهم اولاده، فواصل العمل معهم بإخلاص.
في هذه الفترة طلب وزير الداخلية سامي فتاح منع اشتغاله في الصحافة واتصل باصحاب «جريدة البلاد» وطلب منهم استبعاده، وخشية من سطوة الوزير، كادوا ان يستجيوا لطلبه ذلك، لولا ان احدهم وهو فائق بطي وكان قد درس الصحافة في الجامعة الأمريكية بالقاهرة اصر على الأحتفاظ به أو تعطيل الجريدة عن الصدور، فاتفق الأخوة على ان يحرر فيها ويرسل المقالات من البيت ويكون البيت واسطة للألتقاء والعمل.

## بعد ثورة 14 تموز 1958
وبعد ثورة تموز 1958 في العراق وتولي عبد الكريم قاسم دفة الحكم، تألفت وقتها أول جمهورية عراقية، فعاود اشتغاله بالصحافة وأصبح مدير تحرير جريدتين رئيسيتين ، وهما جريدة الرأي العام للشاعر محمد مهدي الجواهري، وجريدة الجمهورية وكذلك «جريدة الأخبار»، وكان لمكانتهِ عند عبد الكريم قاسم، أنه أصبح يشرف على تحرير صحيفتين صباحيتين بارزتين وصحيفة مسائية وصحيفة اسبوعية. ولقد بلغ عدد الصحف والمجلات التي اشتغل في تحريرها أكثر من عشرين جريدة ومجلة خلال 30 عاما أي من سنة 1943 ولغاية سنة 1973.

## الاعتقال
اعتقل البصون مرات عديدة خلال السنوات 1943 و1948 و1956 و1959 وأخيرا بعد أن اعياه الكفاح في خدمة الصحافة قرر البصون في عام 1963 الابتعاد عن العمل الصحفي خوفاً على عائلتهِ واولاده. فبدأ بالعمل كمدير لمحل كراج سيارات ولوريات تابع لشركة أهلية، وجرت محاولتان لاغتيالهِ وقتلهِ في سنتي 1959 و 1963 واحتجز أيضا من قبل مخابرات الأمن العامة في حكم الرئيس أحمد حسن البكر سنة 1973. وبعد ان تأزم وضع اليهود العراقيين اضطر مكرها للهجرة مع أولادهِ من العراق ولم يبق مجال للعيش في العراق خاصة بعد ان اوقف سليم البصون عن العمل فهاجر من العراق في شهر آب من سنة 1973. وبعد خروجه من العراق لم يكف عن العمل في عالم الصحافة الحرة التي كان يهواها.

## كتابه: الجواهري بلسانه وبقلمي
زامل سليم البصون الشاعر محمد مهدي الجواهري في العمل الصحفي وربطتهما صداقة طويلة وقد ألف البصون كتاباً عن الجواهري عنوانه «الجواهري بلسانه وبقلمي»، وهو كتاب ضخم يحتوي على حوادث خاصة مع الجواهري ووثائق غير منشورة من قبل ودراسة واسعة عنه، فضلا عن قصائد ورسائل خاصة للجواهري كُتبت خلال لقاءات عديدة بينهما امتدت في بعض الأحيان لساعات طويلة.
أكمل سليم البصون تدوين الكتاب في العراق ولكنه لم يطبعه هناك خشية أن تعرقل هذه الخطوة امكانية خروجه من العراق بعد ان صدرت موافقة وزارة الداخلية على منحهِ جواز السفر الذي يعتبر وقتها موضوع حساس بالنسبة لأي يهودي عراقي.
اصطحب سليم كتابه، الذي كان بالنسبة لهُ مشروع حياته، وهناك فكر في طباعته. ولكن ومع الاسف جابهته مشاكل أخرى، الأولى منها هي مراعاة ما قد يسبب للجواهري والذي كان انذاك على قيد الحياة ويعيش بين العراق وجيكوسلوفاكيا، من أصدار كتاب عنه بقلم كاتب يهودي يعيش في إسرائيل.

## من مؤلفاته
وللصحفي سليم البصون العديد من الكتب المخطوطة والمطبوعة ومن ابرزها:
- تراثيات.
- النازية في العراق.
- الجواهري بلسانه وبقلمي. صدر في بغداد عن دار ميزوبوتاميا.[4]
- صحفيون أدباء.
- حقائق عن الحركة الكردية.
- شخصيات من التاريخ.
- هؤلاء عرفتهم.
- قدر يسخر. (مجموعة قصصية).
- دراسات سياسية.

## وفاته
توفي سليم البصون في شهر آب من عام 1995 بعد ان اصيب بمرض اقعده لمدة أربعة عشر عام عن العمل.